# Max von Stephanitz
Max Emil Friedrich von Stephanitz, né le 30 décembre 1864, mort le 22 avril 1936, est un éleveur allemand, connu pour être le créateur du standard de la race Berger allemand.

## Biographie
De noblesse allemande, il est né à Dresde, royaume de Saxe. Il est intéressé par l'agriculture mais ses parents le poussent à choisir la carrières des armes, comme officier de cavalerie. Il a, dans son parcours militaire, l'opportunité de travailler avec le Collège vétérinaire de Berlin. Il y acquiert des  connaissances de biologie, d'anatomie et de science du mouvement. Il est promu au grade de capitaine en 1898. Il quitte l'armée la même année, à la suite de son mariage,.
Dans les années 1890, il avait acheté une propriété près de Grafrath. Revenu à la vie civile, il décide d'y installer un élevage de chiens. Il s'intéresse principalement à l'amélioration des chiens de berger, rêvant d'un chien utilitaire parfait, par ses sens aiguisés, sa capacité de travail et son intelligence. Il participe à des expositions de chiens, présentés par d'autres élevages, et constate qu'il n'y a  aucune race de normalisée parmi ces chiens de travail. 

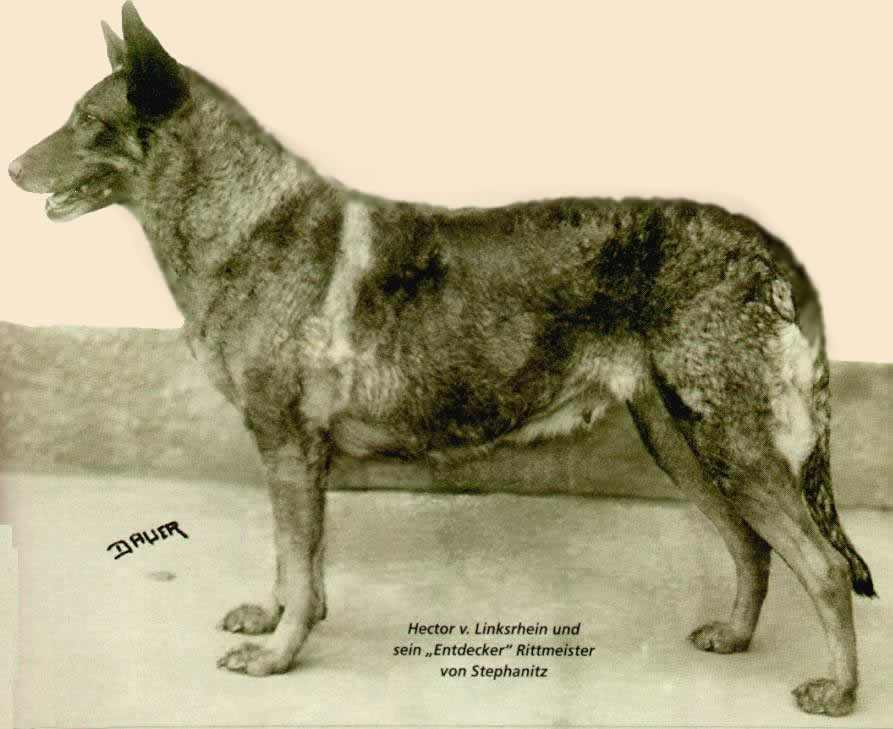
Horand von Grafrath.

Il achète son premier chien Hektor Linkrshein en 1899 et change son nom en Horand von Grafrath. L'apparence de loup, le regard, la forme des oreilles, et les qualités du chien intéressent Stephanitz. Horand est utilisé comme étalon et point de départ de la race des bergers allemands que nous connaissons,,. Ce chien produit 53 portées avec 35 chiennes différentes, donnant 149 chiots enregistrés. Stephanitz utilise les connaissances acquises à l'école vétérinaire berlinoise, pour améliorer progressivement les proportions et les qualités des chiens issus de son élevage. Des chiens d'autres régions allemandes telles que la Franconie, le Wurtemberg et la Thuringe sont également utilisés comme reproducteurs.
Le 22 avril 1899, Stephanitz fonde le Verein Deutscher Schäferhunde avec son ami Artur Meyer. Quelques personnes (trois éleveurs de moutons, deux propriétaires d'usine, un architecte, un aubergiste, un magistrat, etc.) se joignent à eux en tant que cofondateurs. Ils mettent au point le standard de la race puis déterminent dans les décennies  qui suivent les conditions d'aptitude d'un chien pour la reproduction. Stephanitz s'emploie également à persuader les autorités allemandes d'utiliser cette race de chiens. En 1914, Max von Stephanitz met en avant également les services que peut rendre ce chien aux troupes allemandes.
Max von Stephanitz s'opposa fermement au plan du gouvernement national-socialiste qui visait à intégrer le Verein Deutscher Schäferhunde dans une structure plus vaste rassemblant les éleveurs de différentes espèces d'animaux domestiques, y compris ceux de volailles et de lapins. Menacé pour ne pas vouloir se plier aux diktats des nazis, il démissionne de la présidence du club en 1935.
Stephanitz meurt à Dresde en 1936, le jour du 37e anniversaire du club, fondé avec Artur Meyer.